# Walter Kaufmann (filosofo)
Walter Arnold Kaufmann (Friburgo in Brisgovia, 1º luglio 1921 – Princeton, 4 settembre 1980) è stato un filosofo, traduttore, poeta, scrittore e docente tedesco con cittadinanza statunitense; autore prolifico, ha scritto molto su una vasta gamma di argomenti, come l'autenticità e la morte, la filosofia morale e l'esistenzialismo, il teismo e l'ateismo, il cristianesimo e l'ebraismo, nonché la filosofia e la letteratura. È stato per oltre 30 anni professore all'Università di Princeton. È noto come studioso e traduttore di Friedrich Nietzsche. Ha scritto anche un libro del 1965 su Georg Wilhelm Friedrich Hegel e ha pubblicato una traduzione del Faust di Goethe e di Io e Tu di Martin Buber, Ich und Du.

## Biografia
Walter Kaufmann è nato a Friburgo in Brisgovia, in Germania, il 1º luglio 1921.
Kaufmann è stato educato come Luterano. All'età di 11 anni, scoprendo di non credere né alla Trinità né alla divinità di Gesù, si convertì al Giudaismo. In seguito scoprì che i suoi nonni erano tutti ebrei. Il fatto di discendere da ebrei e di essersi convertito all'ebraismo mise Kaufmann in serio pericolo nella Germania nazista. Nel 1939 Kaufmann emigrò negli Stati Uniti e iniziò a studiare al Williams College. Stanley Corngold racconta che lì "abbandonò il suo impegno nei confronti del rituale ebraico, sviluppando al contempo un atteggiamento profondamente critico nei confronti di tutte le religioni affermate".
Si laureò al Williams College nel 1941, poi andò all'Università di Harvard, ricevendo un MA in filosofia nel 1942. I suoi studi furono però interrotti dalla guerra. Si arruolò nell'aeronautica militare degli Stati Uniti, fu collocato a Camp Ritchie e fu uno dei tanti Ritchie Boys che avrebbero prestato servizio come interrogatori per il servizio segreto militare in Europa. In particolare, Kaufmann eseguiva interrogatori in Germania.
Divenne cittadino degli Stati Uniti nel 1944.
Nel 1947 ottenne il dottorato di ricerca ad Harvard. La sua tesi, scritta in meno di un anno, si intitolava “La teoria dei valori di Nietzsche”. Nello stesso anno entrò a far parte del Dipartimento di Filosofia dell'Università di Princeton. Pur ricoprendo incarichi di visita sia negli Stati Uniti che all'estero, per il resto della sua carriera accademica rimarrà a Princeton. Tra i suoi studenti, nel corso degli anni, figurano gli studiosi di Nietzsche Frithjof Bergmann, Richard Schacht, Ivan Soll e Alexander Nehamas.
Kaufmann si spense all'età di 59 anni, il 4 settembre 1980.

## Opera filosofica
In un articolo del 1959 sull'Harper's Magazine, rifiutò in blocco tutti i valori e le pratiche religiose, in particolare il protestantesimo liberale dell'Europa continentale iniziato con Schleiermacher e culminato negli scritti di Paul Tillich e Rudolf Bultmann. Al loro posto, elogiava moralisti come i profeti biblici, Buddha e Socrate. Sosteneva che l'analisi critica e l'acquisizione della conoscenza fossero forze di emancipazione e potenziamento. Ha criticato con forza la moda del protestantesimo liberale del XX secolo come piena di contraddizioni ed evasioni, preferendo l'austerità del libro di Giobbe e l'esistenzialismo ebraico di Martin Buber. Kaufmann ha discusso molti di questi temi nella sua Critica della religione e della filosofia del 1958.
Scrisse molto sull'esistenzialismo di Søren Kierkegaard e Karl Jaspers. Aveva una grande ammirazione per la passionalità di Kierkegaard e per le sue intuizioni sulla libertà, l'ansia e l'individualismo. Scrisse: "Nessuno prima di Kierkegaard aveva visto così chiaramente che la libertà di prendere una decisione fatale che può cambiare il nostro carattere e il nostro futuro genera ansia". Sebbene non condividesse la visione religiosa di Kierkegaard e fosse critico nei confronti della sua teologia protestante, Kaufmann era comunque partecipe e colpito dalla profondità del pensiero di Kierkegaard:
Kaufmann è stato il curatore dell'antologia L'esistenzialismo da Dostoevskij a Sartre. A Kaufmann non piaceva il pensiero di Martin Heidegger e la sua scrittura poco chiara.
È famoso per le sue traduzioni ed esegesi di Nietzsche, che considerava gravemente incompreso dagli anglofoni, come uno dei principali esponenti dell'esistenzialismo e come precursore involontario, per certi aspetti, della filosofia analitica anglo-americana. Michael Tanner ha definito i commenti di Kaufmann su Nietzsche “invadenti, autoreferenziali e privi di acume”, ma Llewellyn Jones ha scritto che le “nuove intuizioni di Kaufmann su ... Nietzsche ... possono approfondire le conoscenze di ogni studente di letteratura attento”, e The New Yorker ha scritto che Kaufmann "ha prodotto quello che potrebbe essere lo studio definitivo del pensiero di Nietzsche ... un'opera informata, erudita e brillante".
Nel suo Nietzsche: Philosopher, Psychologist, Antichrist (1950) Kaufmann scrisse che
Kaufmann simpatizzava anche con le acerbe critiche al cristianesimo di Nietzsche. Tuttavia ha criticato molte cose di Nietzsche, scrivendo che “i miei disaccordi con [Nietzsche] sono numerosi”. Per quanto riguarda lo stile, Kaufmann ha sostenuto che "Thus Spoke Zarathustra" di Nietzsche, ad esempio, è a tratti mal scritto, melodrammatico o prolisso, ma conclude che il libro "non è solo una miniera di idee, ma anche una grande opera letteraria e un trionfo personale".
Kaufmann ha descritto la propria etica e la propria filosofia della vita nei suoi libri, tra cui La fede di un eretico (1961) e Senza colpa e senza giustizia: Dalla decidofobia all'autonomia (1973). Nella prima opera egli raccomandava di vivere secondo quelle che proponeva come le quattro virtù cardinali: “umbizione” (fusione di umiltà e ambizione), amore, coraggio e onestà.